# Josefina Gómez Mendoza
Josefina Gómez Mendoza (Madrid, 1942) és una geògrafa, escriptora, rectora i professora espanyola.
Va cursar els seus estudis en la Universitat Complutense (1974). Doctora en història i geografia professora d'Anàlisi Geogràfica Regional en la Universitat Autònoma de Madrid. Actualment, és Consellera d'Estat des de 2003; Vocal del Consell Nacional de Parcs Nacionals (des de 2008). És presidenta de l'Associació de Geògrafs Espanyols. Ha col·laborat escrivint per al diari El País. En 2003 va ingressar en la Reial Acadèmia de la Història.

## Premis i honors[calcitació]
- 14 de juny de 2002, Gran Creu de l'Orde Civil d'Alfons X el Savi.
- 2009, Medalla d'or al Mèrit en el Treball.
- Medalla d'Or de la Universitat Autònoma de Madrid.
- Palmes Acadèmiques de França.
- 2006 Doctora honoris causa Universitat Carles III de Madrid.
- 2011, Distinció Fernando González Bernáldez. Fundació González Bernáldez.
- 10 octubre 2012, Doctora honoris causa École Normale Supérieure de Lyon.

## Obres
- 1977, La campiña del bajo Henares en la aglomeración de Madrid.
- 1982, El pensamiento geográfico.
- 1982, Viajeros y paisajes.
- 1992, Ciencia y política de los montes españoles (1848-1936).
- 1999, Los paisajes de Madrid (Naturaleza y Medio Rural).